# Apatou
Apatou một commune của vùng hành chính hải ngoại Guyane thuộc Pháp của nước Pháp.